# Polychrus jacquelinae
Polychrus jacquelinae là một loài thằn lằn trong họ Polychrotidae. Loài này được Koch, Garcia-Bravo & Böhme mô tả khoa học đầu tiên năm 2011.